# Пикскил (Њујорк)
Пикскил (енгл. Peekskill) град је у америчкој савезној држави Њујорк. По попису становништва из 2010. у њему је живело 23.583 становника.

## Демографија
Према попису становништва из 2010. у граду је живело 23.583 становника, што је 1.142 (5,1%) становника више него 2000. године.
| Група             | 2000.          | 2010.         |
| Белци             | 10.776 (48,0%) | 8.439 (35,8%) |
| Афроамериканци    | 5.732 (25,5%)  | 5.576 (23,6%) |
| Азијати           | 535 (2,4%)     | 716 (3,0%)    |
| Хиспаноамериканци | 4.920 (21,9%)  | 8.713 (36,9%) |
| Укупно            | 22.441         | 23.583        |